# 库尔德斯坦革命党 (伊拉克)

库尔德斯坦革命党党旗

库尔德斯坦革命党是伊拉克历史上的一个库尔德民族主义政党。该党最初于1964年成立，并在1970年并入库尔德斯坦民主党。1974年，库尔德斯坦民主党领导层中的一些反巴尔扎尼的持不同政见者重建库尔德斯坦革命党。该党重建后，加入了阿拉伯复兴社会党—伊拉克地区领导的全国进步阵线，并支持伊拉克政府提案的库尔德自治法。该党的领袖是阿卜杜勒·萨塔尔·塔希尔·谢里夫，他于1999年离开伊拉克。2000年8月21日，该党召开第十四次全国代表大会。